# Sorry for Party Rocking

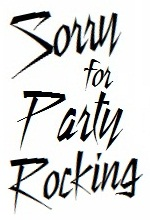

Albums de LMFAO
Party Rock
(2009)
Singles
1. Party Rock Anthem
Sortie : 25 janvier 2011
2. Champagne Showers
Sortie : 26 mai 2011
3. Sexy and I Know It
Sortie : 3 octobre 2011
4. Sorry for Party Rocking
Sortie : 9 janvier 2012

Sorry for Party Rocking est le second album de LMFAO, sorti le 12 juin 2011 dans les bacs et sur internet par Interscope Records. Party Rock Anthem est le premier single de l'album qui a été sorti.

## Réception
Jusqu'ici, Sorry for Party Rocking a reçu des critiques mitigées et voire mauvaise. Josh Bush de AllMusic lui a donné une évaluation favorable, lui décernant trois étoiles et demi sur cinq. Il a dit « Bien que le duo LMFAO produisait de l'Euro-pop et des riffs de synthés mémorables bien avant Gettin' Over You, leur succès avec David Guetta, cela a certainement aidé de participer à un énorme succès dans le monde entier qui a passé pas mal de temps classé numéro un en France et au Royaume-Uni. Leur deuxième album, Sorry for Party Rocking, arrive exactement au bon moment et inclut exactement la bonne combinaison d'énergie et d'humour, et une quantité étonnante de sincérité. » Ils ont souligné  Sorry for Party Rocking, Party Rock Anthem et Champagne Showers.
Billboard avait déclaré avant la promotion « LMFAO n'est, bien sûr, pas désolé de faire la fête » comme s'intitule l'album. Mais le deuxième album du duo est « plus raffiné » et plus expérimental que  Party Rock, l'album de leur début en 2009.
Cependant, on note certains commentaires négatifs au sujet de leur son rap et dance au long de l'album. Entertainment Weekly lui a donné une critique négative en disant « Le tout est couronné par un très mauvais rap, qui transforme la mauvaise instru en un pêle mêle de remplissage insupportable. ». Le magazine Rolling Stone lui a donné deux étoiles sur cinq. Ils avaient un bon compliment en disant « MC-DJs Redfoo and Sky Blu envoient un hip-hop habile », mais ils remarquent aussi qu'ils « devient assez bêtes quand leur rap parle de fesser des filles et de se baigner dans le champagne, sur une pastioche ringard de rythme des années 80 mélange de boite à rythme et de synthé ».
Le magazine britannique NME est lui aussi sévère à propos de cette sortie ; passant sur la parodie surjouée par le duo ou sur les aspects misogynes du disque, le chroniqueur déplore la bêtise des paroles : « [..] des chansons si débiles que, si vous avaliez une pleine boîte de spaghetti Alphabetti, vous pourriez chier des paroles plus intelligentes » et déclare « [les] LMFAO avaient compris la douleur qu'ils infligeraient au monde, mais il l'ont fait quand même ». En France, bien que ce morceau finisse l'année en 2e position des plus téléchargés sur iTunes, le quotidien Libération le qualifie d'« horrible ».

## Liste des titres
| No  | Titre                                                   | Durée |
| --- | ------------------------------------------------------- | ----- |
| 1.  | Rock the Beat II (featuring Redline)                    | 1:53  |
| 2.  | Sorry for Party Rocking                                 | 3:23  |
| 3.  | Party Rock Anthem (featuring Lauren Bennett & GoonRock) | 4:22  |
| 4.  | Sexy and I Know It                                      | 3:19  |
| 5.  | Champagne Showers (featuring Natalia Kills)             | 4:23  |
| 6.  | One Day                                                 | 3:17  |
| 7.  | Take It to the Hole (featuring Busta Rhymes)            | 3:35  |
| 8.  | Best Night (featuring will.i.am, GoonRock & Eva Simons) | 4:58  |
| 9.  | All Night Long (featuring Lisa)                         | 3:46  |
| 10. | With You                                                | 4:13  |

| 11. | Put That A$$ to Work                       | 3:55 |
| 12. | We Came Here to Party (featuring GoonRock) | 3:45 |
| 13. | Reminds Me of You (with Calvin Harris)     | 3:46 |
| 14. | Hot Dog                                    | 2:26 |

| 1.  | Rock the Beat II (Featuring Redline)                     | 1:53 |
| 2.  | Sorry for Party Rocking                                  | 3:23 |
| 3.  | Party Rock Anthem (featuring Lauren Bennett & GoonRock)  | 4:22 |
| 4.  | Sexy and I Know It                                       | 3:19 |
| 5.  | Champagne Showers (featuring Natalia Kills)              | 4:23 |
| 6.  | One Day                                                  | 3:17 |
| 7.  | Put That A$$ to Work                                     | 3:55 |
| 8.  | Take It to the Hole (featuring Busta Rhymes)             | 3:35 |
| 9.  | We Came Here to Party (featuring GoonRock)               | 3:45 |
| 10. | Reminds Me of You (with Calvin Harris)                   | 3:46 |
| 11. | Best Night (& Will.i.am,featuring GoonRock & Eva Simons) | 4:58 |
| 12. | All Night Long (featuring Lisa)                          | 3:46 |
| 13. | With You                                                 | 4:13 |
| 14. | Hot Dog                                                  | 2:26 |
| 15. | I'm in Miami Bitch                                       | 3:48 |
| 16. | Shots (featuring Lil Jon)                                | 3:41 |

| 17. | La La La | 3:29 |
| 18. | Yes      | 3:03 |

| 17. | Party Rock Anthem (Benny Benassi Remix) (feat. Lauren Bennett & GoonRock) | 6:00 |

## Classement et certifications
| Classement (2011–12)                         | Meilleure position |
| -------------------------------------------- | ------------------ |
| Australie Classement album                   | 2                  |
| Autriche Classement album                    | 11                 |
| Belgique Classement album (Flandre)          | 28                 |
| Belgique Classement album (Wallonie)         | 26                 |
| Canada Classement album                      | 2                  |
| Pays-Bas Classement album                    | 96                 |
| France Classement album                      | 6                  |
| Allemagne Classement album téléchargement    | 4                  |
| Grèce Classement album                       | 9                  |
| Irlande Classement album                     | 11                 |
| Mexique Classement album                     | 13                 |
| Nouvelle-Zélande Classement album            | 2                  |
| Pologne Classement album                     | 88                 |
| Écosse Classement album                      | 7                  |
| Espagne Classement album                     | 91                 |
| Suisse Classement album                      | 13                 |
| Royaume-Uni Classement album                 | 8                  |
| États-Unis Billboard 200                     | 5                  |
| États-Unis Billboard Dance/Electronic Albums | 1                  |
| États-Unis Billboard Top Rap Albums          | 2                  |

| Classement (2011)        | Position |
| ------------------------ | -------- |
| Canada Classement album  | 10       |
| Suisse Classement album  | 72       |
| États-Unis Billboard 200 | 132      |

| Pays                  | Certifications | Ventes  |
| --------------------- | -------------- | ------- |
| Allemagne             | Or             | 100 000 |
| Australie (ARIA)      | 2 × Platine    | 140 000 |
| Belgique (BEA)        | Or             | 15 000  |
| Canada (Music Canada) | 2 × Platine    | 160 000 |
| Irlande               | Or             | 7 500   |
| Mexique (AMPROFON)    | Platine        | 60 000  |
| France (SNEP)         | 2 × Platine    | 200 000 |
| Pologne               | Or             | 10 000  |
| États-Unis (ARIA)     | Or             | 500 000 |
| Venezuela             | Or             | 5 000   |

## Historique de sortie
| Pays             | Date            | Format                     | Label              |
| ---------------- | --------------- | -------------------------- | ------------------ |
| Nouvelle-Zélande | 17 juin 2011    | CD, Téléchargement digital | Universal Music    |
| France           | 20 juin 2011    | CD, Téléchargement digital | Universal Music    |
| États-Unis       | 21 juin 2011    | CD, Téléchargement digital | Interscope Records |
| Brésil           | 12 juillet 2011 | CD, Téléchargement digital | Universal Music    |
| Japon            | 13 juillet 2011 | CD, Téléchargement digital | Universal Music    |
| Royaume-Uni      | 18 juillet 2011 | CD, Téléchargement digital | Polydor            |
| Pologne          | 12 août 2011    | CD, Téléchargement digital | Universal Music    |